# Basukelele
De basukelele is een snaarinstrument en wel het laagstklinkende lid uit de ukelele-familie. De basukelele heeft vier snaren die hetzelfde gestemd zijn als een contrabas en (elektrische) basgitaar: E1-A1-D2-G2. De betrekkelijk korte snaren zijn vanwege de vereiste stemming erg dik (4,5mm voor de E-snaar) en zijn betrekkelijk slap gespannen. Het instrument kan met de vingers of met een plectrum gespeeld worden. 
Basukeleles worden met en zonder fretten geproduceerd.